# Big Battle (Virginia Occidental)
Big Battle es un área no incorporada ubicada en el condado de Doddridge, Virginia Occidental, Estados Unidos. Está catalogada como un asentamiento humano por la Junta de Nombres Geográficos de los Estados Unidos.
El número de identificación (ID) asignado por el Servicio Geológico de Estados Unidos es 1689441.

## Geografía
Se encuentra a una altitud de 268 m s. n. m. (879 pies) según el conjunto de datos de elevación nacional.